# ランニング・ネックブリーカー・ドロップ
ランニング・ネックブリーカー・ドロップ（Running Neckbreaker Drop）は、プロレス技の一種でネックブリーカー・ドロップ（空中首折り落とし）の一種である。ランニング・ネックブリーカー・ドロップを略してネックブリーカー・ドロップという場合もある。
ネックブリーカーは別の技である。

## 概要
相手をロープに振って戻ってきたところに走り込んで、カウンターで腕を首に引っかけるようにして倒して後頭部を打ちつける。立っている相手に走って仕掛けることもある。形はラリアットに似ているが、ラリアットが腕力で相手の首を痛めつけるのに対して、ランニング・ネックブリーカー・ドロップは相手の首に腕を引っかけて体を落としながら後頭部を叩きつけるもので技の狙いが異なる。
ジャイアント馬場が考案したとされ、1969年12月3日に旧・東京都体育館で挙行された日本プロレスの東京大会におけるドリー・ファンク・ジュニアとのNWA世界ヘビー級選手権試合で初公開。以来、ジャック・ブリスコ（1974年）とハーリー・レイス（1979年）からこの技でピンフォール勝ちしてNWA世界ヘビー級王座を獲得、レイス戦以後は「世界を獲ったネックブリーカー・ドロップ」と日本テレビの中継では倉持隆夫（当時・日本テレビアナウンサー）の実況によって称された。なお、馬場はペドロ・モラレス、大木金太郎、ビル・ロビンソンなどといった大物選手からもこの技でピンフォールを奪っている。年に1、2回大試合で出すとっておきの大技であったため、馬場の代名詞と言われた16文キックや32文人間ロケット砲に比べると一般的知名度は低いが、晩年に至るまで節目の試合では必ず披露した大技の一つである。馬場以外の日本人レスラーではアニマル浜口が得意技としていた。
外国人レスラーではマスクド・スーパースターが得意技としていたが、日本でスーパースターが参戦していた新日本プロレスを中継するテレビ朝日では、ランニング・ネックブリーカー・ドロップという呼称は対立団体である全日本プロレスの総帥・馬場のオリジナル技だったため、当初はフライング・スリーパーと呼んでいた（以降はフライング・ネックブリーカー・ドロップの呼称が定着している）。
派生技には三沢光晴が用いていたコーナー最上段からのダイビング式があり、1994年に馬場から、この技でピンフォールを奪ったため、一時期は三沢の最大の必殺技とされていた。だが、田上明に喉輪落としに切り返されてフォール負けして以降は、この技を封印して一度も使うことはなかった（ただし、タッグマッチにおいて味方を援護するときや、2ndロープからつなぎで出すことはたまにあった）。
また、保永昇男は通常の仕掛け方の他にダイビング攻撃を見舞うため、飛んできた相手にカウンターで仕掛けるなど新しいバリエーションを作り出している。